# Ibuprofen

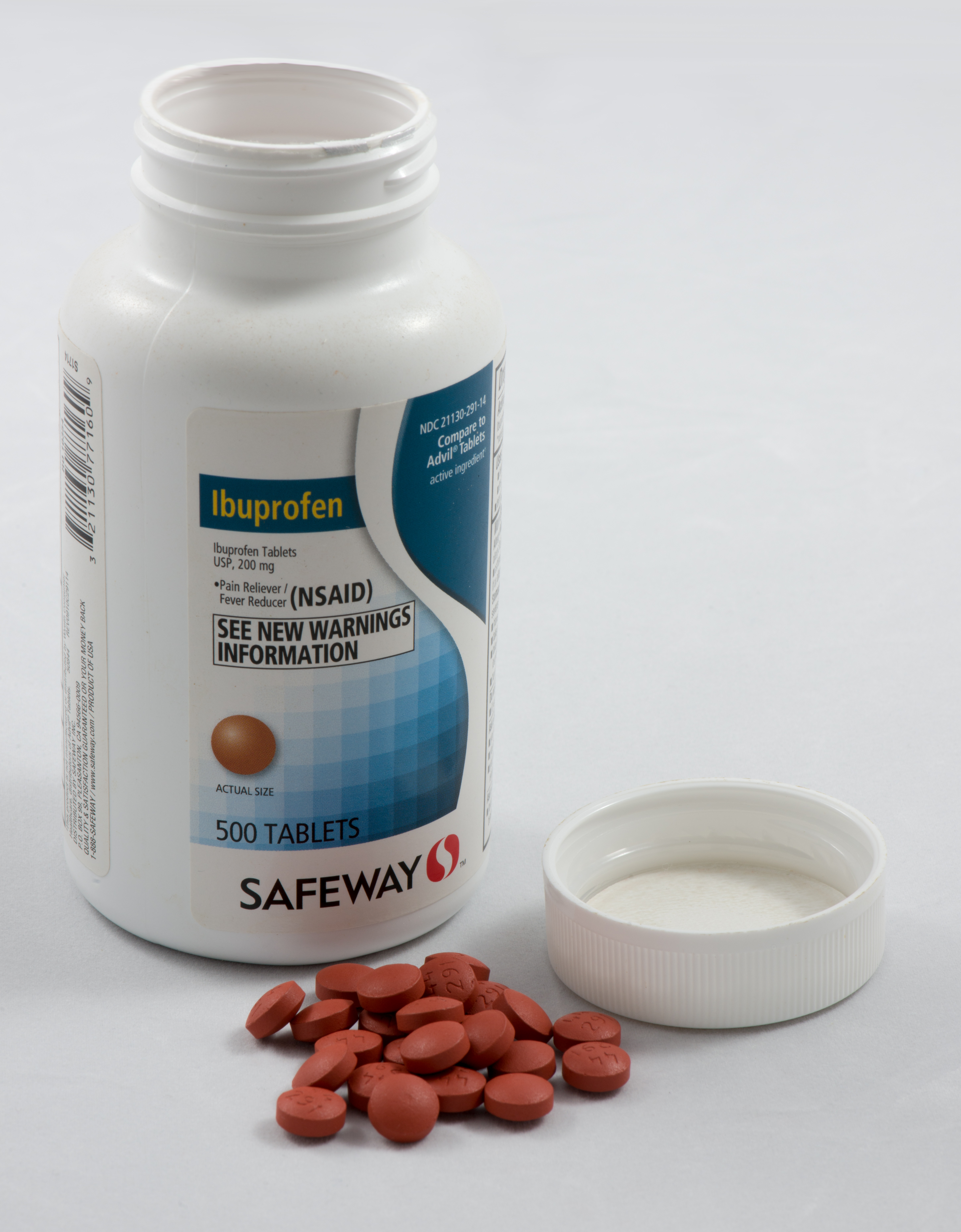
Opakowanie i tabletki ibuprofenu

Ibuprofen (łac. Ibuprofenum) – organiczny związek chemiczny, niesteroidowy lek przeciwzapalny (NLPZ), pochodna kwasu propionowego o działaniu przeciwzapalnym, przeciwbólowym i przeciwgorączkowym.
Zmniejsza obrzęk, poprawia ruchomość stawów i usuwa uczucie zdrętwienia w stawach. Hamuje agregację płytek krwi, zmniejsza krzepliwość krwi. Działanie przeciwbólowe występuje po około 30 minutach i utrzymuje się przez 4 do 6 godzin. Ibuprofen jest wydalany z moczem w 60–90% w postaci metabolitów. Nie kumuluje się w organizmie.
U noworodków urodzonych przed 34 tygodniem ciąży stosowany we wlewie dożylnym w celu zamknięcia przetrwałego przewodu tętniczego.

## Historia
Ibuprofen opracowany został przez firmę Boots, brytyjskiego producenta leków, w początkach lat 60. XX wieku. Pracownicy Boots odkryli, że właściwości przeciwzapalne kwasu acetylosalicylowego były związane z obecnością grupy kwasu karboksylowego. Po przetestowaniu 6 tysięcy innych kwasów karboksylowych, które miały spełniać podobne funkcje, opracowali substancję początkowo nazwaną Brufen, której działanie przeciwzapalne było dwukrotnie silniejsze od kwasu acetylosalicylowego jako substancji referencyjnej.
W roku 1974 licencję na ibuprofen uzyskała amerykańska firma Upjohn, z zamiarem wyprodukowania leku opartego na substancji (pierwszy opracowany przez Upjohn lek nosił nazwę handlową Motrin). Ochrona patentowa substancji wygasła w roku 1985, co spowodowało wprowadzenie na rynek leków generycznych.

## Synteza
Oryginalny proces syntezy ibuprofenu opracowany w firmie Boots składa się z 6 etapów. Związkiem wyjściowym jest izobutylobenzen, który po acetylowaniu metodą Friedela-Craftsa daje keton p-izobutylofenylowo–metylowy. Z tego związku, w reakcji Darzensa z chlorooctanem etylu, otrzymuje się α,β-epoksy ester, z którego w wyniku dekarboksylacji i hydrolizy powstaje aldehyd zawierający o 1 atom węgla więcej niż keton z etapu II. Kolejna reakcja z hydroksyloaminą daje oksym, przekształcany następnie w nitryl, który hydrolizowany jest do końcowego produktu:
Po wygaśnięciu ochrony patentowej ibuprofenu utworzona została firma BHC (obecnie BASF), w której opracowano nową, bardziej ekonomiczną metodę syntezy ibuprofenu. Proces ten składa się z trzech etapów i wykorzystuje się w nim ten sam związek wyjściowy (izobutylobenzen). Wstępne acetylowanie jest także reakcją Friedla-Craftsa, jednak z wykorzystaniem innego katalizatora – bezwodnego fluorowodoru (będącego także rozpuszczalnikiem w tej reakcji) – który w przeciwieństwie do AlCl3 można łatwo odzyskiwać i wykorzystywać wielokrotnie (AlCl3 w trakcie reakcji ulega hydrolizie i jest usuwany jako odpad). Powstały keton jest uwodorniany katalitycznie na niklu Raneya do alkoholu, który poddaje się karbonylowaniu na katalizatorze palladowym, uzyskując produkt końcowy:
Optymalizacja syntezy ibuprofenu jest przykładem tzw. zielonej chemii. Znacząco zredukowana została ilość odpadów (z 60% teoretycznej masy substratów do 23%), a biorąc pod uwagę wykorzystanie powstającego kwasu octowego (jedynego produktu ubocznego), wydajność materiałowa sięga 99%. Ponadto wszystkie etapy przebiegają wobec katalizatorów wielokrotnego użytku. Proces ten w roku 1997 został nagrodzony wyróżnieniem Greener Synthetic Pathways Award.

## Działanie
Działanie leku polega głównie na hamowaniu cyklooksygenaz: (1) konstytutywnej (COX-1) odpowiedzialnej za syntezę prostaglandyn spełniających funkcje fizjologiczne w przewodzie pokarmowym i nerkach; (2) indukowanej (COX-2) odpowiedzialnej za syntezę prostaglandyn prozapalnych w miejscu zapalenia. Z przewodu pokarmowego wchłania się bardzo szybko, częściowo w żołądku i w większym stopniu w jelicie cienkim. Maksymalne stężenie w osoczu osiąga 1–2 h po podaniu tabletki, a 1 h po podaniu zawiesiny. Metabolizm zachodzi w wątrobie. Biologiczny okres półtrwania we krwi wynosi około 2 godzin. W 90% wiąże się z białkami osocza. Wydala się z moczem w postaci 2 nieczynnych metabolitów. Eliminowany całkowicie z krwi w ciągu 24 h od podania ostatniej dawki. Hamuje agregację płytek krwi (słabiej i krócej niż kwas acetylosalicylowy).

### Stereochemia
Ibuprofen posiada chiralny atom węgla w pozycji α reszty propionianowej. Występuje więc w dwóch formach enancjomerycznych, mogących różnić się znacząco właściwościami farmakokinetycznymi i metabolizmem. Stwierdzono, że formą aktywną zarówno in vitro, jak i in vivo jest (S)-(+)-ibuprofen (deksibuprofen). Sugerować to mogło, że dla polepszenia selektywności i skuteczności leku korzystne powinno być stosowanie tylko aktywnego enancjomeru zamiast mieszaniny racemicznej (tak jak w spokrewnionym strukturalnie naproksenie).
Dalsze badania in vivo wykazały jednak istnienie w organizmach ssaków izomerazy (epimerazy 2-arylopropionylo-CoA), przekształcającej (R)-ibuprofen w aktywny enancjomer (S). Z tej przyczyny oraz ze względu na kosztowny proces uzyskiwania czystego enancjomeru S, większość preparatów handlowych zawiera oba enancjomery.
|               |               |
|               |               |
| (R)-ibuprofen | (S)-ibuprofen |

## Wskazania
Jako lek przeciwbólowy (łagodne i średnie bóle) i przeciwzapalny w reumatoidalnym zapaleniu stawów, chorobie zwyrodnieniowej stawów obwodowych i kręgosłupa oraz innych chorobach reumatycznych. Również w leczeniu zmian pourazowych, przeciążeniowych i zapalnych tkanek okołostawowych: ścięgien, więzadeł, mięśni, torebek stawowych, kaletek maziowych i pochewek ścięgnistych. Także w innych stanach bólowych (m.in. bóle głowy, zębów, miesiączkowe) oraz w gorączce.

## Przeciwwskazania
Nadwrażliwość na ibuprofen i inne niesteroidowe leki przeciwzapalne, czynna choroba wrzodowa żołądka i dwunastnicy, skaza krwotoczna. Ostrożnie w astmie oskrzelowej, niewydolności nerek, wątroby i serca oraz u dzieci poniżej 12 roku życia.

## Interakcje
Jeśli równocześnie stosuje się doustnie leki przeciwzakrzepowe z grupy kumaryn, mogą wystąpić krwawienia. Zwiększa toksyczność metotreksatu, zmniejsza działanie leków moczopędnych, zwiększa stężenie litu i digoksyny. W razie równoczesnego stosowania kortykosteroidów zwiększa się ryzyko działań niepożądanych w przewodzie pokarmowym, włącznie z krwawieniami. Antagonisty receptora H2 zmniejszają działanie leku. Probenecyd i sulfinpirazon przedłużają działanie ibuprofenu. Alkohol nasila działanie leku. Łączne podawanie z innymi NLPZ może wywołać alergię krzyżową.

## Działania niepożądane
Ogólne: odbijanie, niestrawność, nudności, bóle w nadbrzuszu, wzdęcia, biegunka, zaparcie, brak łaknienia, rzadziej wrzód żołądka lub dwunastnicy, krwawienie z przewodu pokarmowego;
Odczyny alergiczne: skórne reakcje uczuleniowe, rumień, obrzęki, osutka, pokrzywka, nieżyt nosa, astma oskrzelowa: w razie dużych dawek bóle i zawroty głowy, osłabienie, zmęczenie, zatrzymanie płynów, obrzęki, zaburzenia widzenia, senność, upośledzenie czynności nerek; rzadko w długotrwałym leczeniu może wystąpić niedokrwistość hemolityczna, granucytopenia i małopłytkowość. W przypadku stosowania deksibuprofenu możliwe jest zmniejszenie częstości występowania niektórych działań niepożądanych.

## Przedawkowanie
Nie daje typowego obrazu klinicznego. Brak antidotum i leczenia swoistego. W przypadku przedawkowania należy stosować leczenie objawowe oraz płukanie żołądka. Nie zaleca się wywoływania wymiotów.
Ostre przedawkowanie ibuprofenu wiąże się ze znacznie mniejszym ryzykiem hepatotoksyczności niż w przypadku paracetamolu, ale z drugiej strony z większym ryzykiem krwawienia z układu pokarmowego. Rzadko występują: napady drgawkowe, kwasica metaboliczna, hiperkaliemia, niedociśnienie, bradykardia, tachykardia, migotanie przedsionków, śpiączka, ostra niewydolność nerek, sinica, depresja oddechowa i zatrzymanie krążenia.
Ponieważ niektóre niesteroidowe leki przeciwgorączkowe i przeciwbólowe dostępne są bez recepty (w tym ibuprofen) to poważne działania niepożądane i nieświadome przedawkowanie (np. podczas nasilenia sezonowych infekcji wirusowych) może mieć miejsce i czasem prowadzić do śmierci.

## Ciąża
Kategoria C.
Badania na zwierzętach wykazały działanie teratogenne lub zabójcze dla płodu, ale nie przeprowadzono badań z grupą kontrolną kobiet, lub nie przeprowadzono odpowiednich badań ani na zwierzętach, ani u ludzi
W okresie okołoporodowym – D.
Istnieją dowody na niekorzystne działanie leku na płód, ale w pewnych sytuacjach klinicznych potencjalne korzyści z jego zastosowania przewyższają ryzyko (np. w stanach zagrażających życiu lub chorobach, w których inne, bezpieczne leki nie mogą być zastosowane lub są nieskuteczne).

## Dawkowanie
Indywidualnie w zależności od ciężkości choroby i tolerancji na lek. Podane dawki odnoszą się do ibuprofenu w postaci racematu, w razie stosowania deksibuprofenu powinny być one zmniejszone o 25% (100 mg mieszaniny racemicznej odpowiada 75 mg deksibuprofenu).
Dorośli: W chorobach reumatycznych 200–800 mg 3 razy na dobę. Przeciwbólowo 200–400 mg 4–6 razy na dobę. W bolesnych miesiączkach 400 mg 4 razy na dobę. Maksymalna dawka dobowa bez konsultacji z lekarzem 1,2 g, pod nadzorem medycznym 3,2 g.
Dzieci od 6. miesiąca do 12 roku życia: przeciwgorączkowo 5–10 mg/kg masy ciała (w zależności od wyniku pomiaru temperatury), maksymalna dawka dobowa 40 mg/kg masy ciała.
Miejscowo: 4–10 cm kremu wcierać w chorobowo zmienione miejsca. W przypadku dużych krwiaków lub skręceń można stosować pod opatrunkiem okluzyjnym.

## Preparaty na rynku polskim
Większość preparatów dostępna jest bez recepty (z przepisu lekarza wydaje się tylko te refundowane, na przykład Ibuprofen 200 mg, 60 tabletek w opakowaniu).
Preparaty proste

Brufen, Bufenik, Dolgit, Ibalgin, Ibufen, Ibum, Ibumax, Ibupar, Ibuprex, Ibuprofen (plus doprecyzowanie, zwykle nazwa producenta), Ibuprom, Iburapid, IbuTeva, Ifenin, Kidofen, MIG, Milifen, Nurofen, Pedea, Pediprofen, Spedifen
Preparaty złożone

- ibuprofen + pseudoefedryna: Acatar Zatoki, Advil Zatoki, Ibum Grip, Ibum Zatoki, Ibuprom Zatoki, Infex Zatoki, Metafen Zatoki, Modafen Extra Grip, Nurofen Zatoki, Rinafen Zatoki
- ibuprofen + fenylefryna: Modafen Grip
- ibuprofen + paracetamol: Kidofen Duo, Metafen, Nurofen Ultima
- ibuprofen + kodeina: Nurofen Plus
- ibuprofen + mentol: Dip Rilif (żel)
- ibuprofen + lewomentol: Ibum (żel)
- ibuprofen + heparynoidy: Ibalgin Sport (krem)